# 韩玉书
韓玉書（1865年—1935年），回族，生于新疆宁远城，祖籍陕西西安韩家湾。中国民主革命家，民初新疆省政治人物。

## 生平
韩玉书的父亲韩诚自幼阅读伊斯兰教书籍，稍长学习汉文，尚武术。1860年，韩诚到新疆伊犁经营磨坊、油坊，曾经参加1864年伊犁维吾尔族、回族农民起义。韩玉书7岁时入私塾学汉文，后来自惠远两等学堂毕业，通晓汉语、维吾尔语、哈萨克语、俄罗斯语。韩玉书在学校时，伊犁开始推行新法教育。清朝末年，伊犁官场腐败，俄国商人掌握商权，不受中国法律的约束，欺压中国商人。为避免被欺压，韩玉书乃在汉人街新华楼馆旁边开设了一家小杂货铺。
1909年10月，杨缵绪、冯特民等革命党人到宁远城，在回族大寺举行各族群众大会，冯特民作了“现国家多难，各族同胞应努力，共襄举义，振兴国家”的演讲。韩玉书在发言时表示要动员各族民众参加革命。当晚，冯特民等人来到韩玉书家访问并长谈。自此，韩玉书和伊犁革命党人交往加深，韩玉书还向游生春、马文秀、牙合甫巴依、徐三泰、吴光荣等回族、维吾尔族、汉族士绅、商人鼓吹革命。此外，韩玉书通过游生春疏通俄国领事馆，取得了俄国领事对革命的支持。不久，革命党人创办伊犁《白话报》，冯特民任主编。1911年11月，志锐调任伊犁将军，查封《白话报》，韩玉书等人改为地下活动，在军队、哥老会及各族民众中宣传革命。
1912年1月7日，伊犁辛亥革命爆发，韩玉书、徐三泰率回族义军配合杨缵绪进攻伊犁将军署。革命成功后，成立中华民国新伊大都督府，韩玉书任参议院参事。1912年3月，韩玉书兼办《伊犁新报》，宣传五族共和。
1912年9月，韩玉书作为中华民国新伊大都督府的代表赴迪化，同新疆省都督杨增新议和。新、伊和谈达成协议后，杨增新将杨缵绪、冯特民等人分别调往南疆、北疆各地，任命韩玉书为新平县（今尉犁县）知事。
新平县位于塔里木沙漠边缘，交通困难，风沙多，缺水，民众生活困苦。韩玉书到任后，亲到农村，率当地农民治沙造林，开渠引水，开荒种地。韩玉书既不请客送礼，又不巴结上司。任满时，向杨增新告老还乡。
回到伊宁后，韩玉书靠兄弟韩玉清经营油、磨坊为生。晚年，韩玉书被选为回族大寺乡老。1935年，韩玉书逝世。